# Sterre (campus)

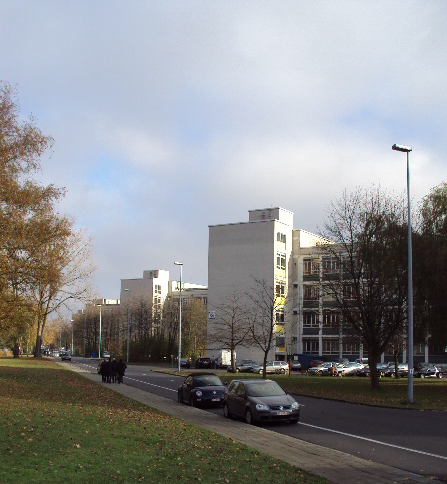
Campus Sterre.

Campus Sterre, of kortweg de Sterre, is een campus van de Universiteit Gent in de Belgische stad Gent. Op de campus van ongeveer 20 ha is het grootste deel van de faculteit Wetenschappen gevestigd. De campus is genoemd naar het gelijknamige kruispunt waar de Kortrijksesteenweg, de Oudenaardsesteenweg, de Voskenslaan en de Krijgslaan samenkomen.

## Geschiedenis
De campus werd aangelegd in de jaren 60 van de 20e eeuw op wat voordien een militair oefendomein was, naar een ontwerp van architect G. De Smet. De eerstesteenlegging vond plaats op 18 februari 1963. Het werd gebouwd om de grote stijging van de studentenpopulatie te kunnen huisvesten. Voordat de Sterre bestond was de faculteit wetenschappen gevestigd in het Plateaucomplex. De eerste vakgroepen verhuisden in 1965 naar de Sterre. Gebouw S1, waar de laboratoria voor kristallografie en studie van de vaste stof werden gevestigd, was in 1966 het eerste gebouw dat in gebruik werd genomen.
Niet alle gebouwen werden tegelijkertijd gebouwd. Oorspronkelijk werden enkel S1 tot S5 opgetrokken en kort nadien volgde het stervormige gebouw S8. Gebouw S9, waar de vakgroepen toegepaste wiskunde, natuurkunde, informatica en sterrenkunde gehuisvest zijn, werd pas in 1978 opgericht. Ook gebouw S12 is recenter gebouwd (1980).
In 2011 en 2012 werd gebouw S10 opgericht, dat fungeert als datacenter en onder andere de supercomputer van de universiteit huisvest.

## Indeling
Tegenwoordig telt de campus verschillende gebouwen (telkens met een letter S aangeduid, gevolgd door een bepaald nummer), werkplaatsen, loodsen. Tot 2018 was ook het Museum voor de Geschiedenis van de Wetenschappen (gebouw S30) hier gehuisvest. Er werd een collectie bewaard van meer dan 5000 objecten en instrumenten, die de wetenschappers van de Gentse universiteit verzamelden of ontwierpen voor hun onderzoek of onderwijs. Sinds 2018 is de collectie van dit museum verhuisd naar het Gents Universiteitsmuseum (GUM). De belangrijkste gebouwen zijn:
- S1: Vakgroep Vastestofwetenschappen
- S2: Decanaat Wetenschappen, Studentenlaboratoria
- S3: Vakgroep Chemie (omvattende onderzoeksgroepen anorganische, fysische en theoretische chemie)
- S4: Vakgroep Organische en Macromoleculaire Chemie, Centrale Werkplaats Faculteit Wetenschappen
- S5: Studentenrestaurant en Faculteitsbibliotheek Wetenschappen
- S8: Vakgroepen Geologie, Geografie en Biologie
- S9: Vakgroepen Wiskunde, Natuurkunde, Sterrenkunde en Informatica en directie ICT
- S10: Datacenter van de Universiteit Gent
- S12: Vakgroep Chemie (omvattende onderzoeksgroepen analytische chemie)
- S13: Home Bertha De Vriese

In de gebouwen zijn kantoren, leszalen, auditoria, onderzoekslaboratoria en studentenlaboratoria gevestigd. Tot 2013 was in S5 de vakgroep Technische Chemie en Proceskunde, verbonden met de faculteit Ingenieurswetenschappen, gevestigd. Het gebouw werd nadien grondig verbouwd en doet sedert september 2015 dienst als onder andere studentenrestaurant en faculteitsbibliotheek.